# ジブラルタル包囲戦 (1349年-1350年)
1349年8月から1350年3月の間に行われた第五次ジブラルタル包囲戦は、カスティーリャ王アルフォンソ11世が、1333年以降ムーア人が支配していたジブラルタルを2度目に奪還しようとした戦いである。
この包囲戦はキリスト教国とモロッコのマリーン朝が支援していたムーア人のグラナダ王国との間で長年行われた断続的な紛争によるものである。
一連のムーア人の敗北と後退により、ジブラルタルはキリスト教国の領土にあるムーア人の飛び地として残っていた。地理的に孤立していることで、要塞の強度が補われていて、1333年以降、大幅に向上していた。
アルフォンソ11世は自らの愛人と非嫡出子とともに約2万人の軍を引き連れ、長い包囲戦のためにジブラルタル北部に侵入した。しかし、1350年の新年に、カスティーリャ軍の陣中で黒死病が発生した。アルフォンソ11世は陣地放棄を拒否したが、1350年3月27日、ペストで崩御し、この病気で崩御した唯一の君主になった。

## 第五次包囲戦の前触れ
アルフォンソ11世は、第三次包囲戦でムーア人に奪取されてすぐに、1333年の第四次包囲戦でジブラルタルを奪還しようとしたが、2ヶ月の包囲戦の末に撤退させられた。平和は一時的に回復したが、停戦は4年後の1338年に解消された。
1339年に紛争が再開され、ムーア人は大敗を喫した。アブー・マーリク・アブドゥルワーヒド率いるマリーン朝軍が1339年にキリスト教国との戦いで壊滅し、グラナダのユースフ1世とマリーン朝のアブー・アルハサン・アリー率いる大軍がサラードの戦いでカスティーリャとポルトガルの軍に壊滅させられた。この戦いはレコンキスタにおいて最大規模であり、双方の軍でそれぞれ15万人から20万人いたとされ、ムーア人側だけでも死者が6万人いたことが確認されている。ムーア人が敗北してアンダルシアが非常に脆弱になったものの、キリスト教国は優勢の時に攻めず、結果的にムーア人に軍を再建する時間を与えたことになった。

## アルヘシラスの陥落
1342年8月、アルフォンソ11世はジブラルタル湾の西側にあるアルヘシラスの要港を包囲し、カスティーリャ海軍が街から海へのアクセスを遮断した。20ヶ月の包囲戦で注目すべきところはムーア人が大砲を使ったことである。ヨーロッパで銃火器が効果的に使われた最初の戦いだった。カスティーリャを撤退させたものの、アルヘシラス湾の入り口を横切ってブームを起こし、封鎖が完了するまで、どちらの陣営も優勢になれなかった。基地がすぐに切り離され、ユースフ1世は1344年3月に敗北し、アルヘシラスが降伏し、駐屯軍が平和的に撤退して、グラナダからカスティーリャに進貢を継続する代わりに15年間停戦することを申し出た。アルフォンソ11世は提案を受け入れたものの、停戦期間を10年に減らした。
アブー・アルハサン・アリーが息子のアブー・イナーンに敗北したことで、停戦は1348年までしか続かなかった。ユースフ1世がカスティーリャ領に急襲して敵対行為を再開したので、アルフォンソ11世は1348年12月にカスティーリャ議会でカスティーリャ領内にあるムーア人の飛び地だったジブラルタルに向かって進軍すると宣言した。ジブラルタルは簡単な目標ではなかった。街は、新たな城壁、塔、大幅に強化された要塞、ムーア城により、改めて十分に要塞化されていた。ジブラルタル南部の要塞化の不足など、1333年の包囲戦で露呈した多くの弱点が改善されていた。

## 第五次包囲戦とペスト
アルフォンソ11世は、1333年の包囲戦で失敗した際の問題に直面しないように準備してから、1349年8月に遠征を敢行した。遠征の資金については、3つの並外れた課税や（アルフォンソ11世の戦いを十字軍として承認していた）教皇に認められた教会の収入の分与、王領の売却、そして戴冠宝器を鋳潰して売却して調達した。また、1333年よりも貴族を厳格に管理しており、多くのカスティーリャの大貴族が遠征に同行した。アルフォンソ11世は2,000人の軍とともにジブラルタルの北にあるラ・リネア・デ・ラ・コンセプションに陣を敷いた。カスティーリャ軍はジブラルタルを急襲しようとせず、腰を据えて長期的な包囲戦に臨み、ムーア人が脱出しないように地峡を横切って防御的な溝を掘った。陣地は一時的なものより街に近く、軍がバラックを建てていた。また、アルフォンソ11世は愛人のレオノール・デ・グスマンと四男一女の家族のほとんどを連れて行ったが、嫡出子のペドロはセビリアに残っていた。包囲戦は原始的な大砲に支えられ、これがジブラルタル要塞に対して最初に火薬兵器を使用したことになった。
ジブラルタルの駐屯地が降伏する気配がないまま、包囲戦は秋から冬まで長引いた。1350年の新年に、過去2年間で西ヨーロッパで猛威を振るっていた黒死病が陣中で発生した。ペストで多数のカスティーリャ兵が亡くなり始めたので、アウトブレイクでパニックが起こった。将軍、貴族、王室の女性は、アルフォンソ11世に包囲戦を止めるように懇願したが、王は拒否した。カスティーリャの年代記編者によれば、王は剣を抜き、ジブラルタルを再びキリスト教国が支配するまで離れるつもりはないと宣言したとされる。
Chronica de Alfonso XIでは以下のように記されている。
He replied to the Lords and Knights who so advised and counselled him, that he asked them to voice no such advice [to leave]; for he had that town and noble fortress on the point of surrendering to him, and he minded that it would soon be his; the Moors had won it and the Christians had lost it in his time, and it would be a greatly shameful thing if because of fear of death he left it as it was."
この決定により、まもなく王は命を失うことになった。Chronicaには、「it was the will of God that the King fell ill and had the swellings, and he died on Good Friday, 27 March of the year of our Lord Jesus Christ 1350.」と記されている。アルフォンソ11世が崩御したことで包囲戦はすぐに中止され、王は中世で唯一ペストで崩御した君主になった。救援部隊を組織していたユースフ1世は、平和的にカスティーリャ軍が撤退するのを許し、ジブラルタルの防衛軍は安全な街の外壁から離れて、カスティーリャ王の葬列に別れを告げた。ムーア人は命拾いしたと認識していた。アラブの歴史家Al-Khatibは後に「King Alfonso was within reach of obtaining the whole Spanish peninsula, ... yet as he besieged Gibraltar, Allah in His great wisdom favoured the Faithful in their extremity.」と記している。